# Assis Brasil
Assis Brasil là một đô thị thuộc bang Acre, Brasil. Đô thị này có diện tích 2876 km², dân số năm 2007 là 5063 người, mật độ 1,76 người/km².